# Candela (Italië)
Candela is een gemeente in de Italiaanse provincie Foggia (regio Apulië) en telt 2762 inwoners (31-12-2004). De oppervlakte bedraagt 96,0 km², de bevolkingsdichtheid is 29 inwoners per km².

## Demografie
Candela telt ongeveer 1073 huishoudens. Het aantal inwoners steeg in de periode 1991-2001 met 0,5% volgens cijfers uit de tienjaarlijkse volkstellingen van ISTAT.
| Jaar | Inwoneraantal |
| ---- | ------------- |
| 1991 | 2809          |
| 2001 | 2823          |

## Geografie
Candela grenst aan de volgende gemeenten: Ascoli Satriano, Deliceto, Melfi (PZ), Rocchetta Sant'Antonio, Sant'Agata di Puglia.